# Kabinett Kiesinger I (Baden-Württemberg)
Das Kabinett Kiesinger I bestand in der 2. Wahlperiode des Landtags Baden-Württemberg, nachdem der amtierende Ministerpräsident Gebhard Müller zum Präsidenten des Bundesverfassungsgerichts berufen wurde und daher sein Amt als Ministerpräsident niederlegte.
| Amt                                            | Name                                | Partei | Partei  |
| ---------------------------------------------- | ----------------------------------- | ------ | ------- |
| Ministerpräsident                              | Kurt Georg Kiesinger                |        | CDU     |
| Stellvertretender Ministerpräsident            | Hermann Veit                        |        | SPD     |
| Minister für Wirtschaft                        | Hermann Veit                        |        | SPD     |
| Inneres                                        | Viktor Renner                       |        | SPD     |
| Kultus                                         | Gerhard Storz                       |        | CDU     |
| Justiz                                         | Wolfgang Haußmann                   |        | FDP/DVP |
| Finanzen                                       | Karl Frank                          |        | FDP/DVP |
| Ernährung, Landwirtschaft und Forsten          | Eugen Leibfried                     |        | CDU     |
| Arbeit                                         | Ermin Hohlwegler                    |        | SPD     |
| Vertriebene, Flüchtlinge und Kriegsgeschädigte | Eduard Fiedler                      |        | GB/BHE  |
| Vertretung beim Bund                           | Oskar Farny                         |        | CDU     |
| Staatsräte                                     | Hans Filbinger und Friedrich Werber |        | CDU     |